# Dogma (The Gazette-album)
A Dogma (stilizálva DOGMA) a Gazette japán visual kei rockegyüttes nyolcadik stúdióalbuma, amely 2015. augusztus 26-án jelent meg Japánban és 2015. szeptember 4-én az Egyesült államokban, illetve 2015. október 2-án Európában a Sony Music Records, valamint a JPU Records gondozásában. A lemez Ted Jensen maszterelte.
Az album megjelenése napján a második helyen mutatkozott be a japán Oricon napi eladási listáján, míg a heti listán 18 102 példánnyal a harmadikon.

## Számlista
Az összes dalszöveg szerzője Ruki. 
| 1.  | Nihil     |  | 1:16 |
| 2.  | Dogma     |  | 4:28 |
| 3.  | Rage      |  | 3:27 |
| 4.  | Dawn      |  | 3:50 |
| 5.  | Deracine  |  | 3:44 |
| 6.  | Bizarre   |  | 3:31 |
| 7.  | Wasteland |  | 3:19 |
| 8.  | Incubus   |  | 3:37 |
| 9.  | Lucy      |  | 3:22 |
| 10. | Grudge    |  | 4:04 |
| 11. | Paralysis |  | 3:19 |
| 12. | Deux      |  | 3:59 |
| 13. | Blemish   |  | 3:25 |
| 14. | Ominous   |  | 5:18 |

### Korlátozott példányszámú kiadás
| 1. | Dogma (videóklip) | 4:41 |

| 1. | Documentary of [-13-] at Nippon Budókan | 16:51 |
| 2. | Deux (videóklip)                        | 3:59  |
| 3. | Ominous (dalszövegvideó)                | 5:20  |
| 4. | A Dogma videóklipjének készítése        | 4:20  |
| 5. | Előzetesvideó-gyűjtemény                | 3:50  |